# Heliconia penduloides
Heliconia penduloides är en enhjärtbladig växtart som beskrevs av Ludwig Eduard Loesener. Heliconia penduloides ingår i släktet Heliconia och familjen Heliconiaceae. Inga underarter finns listade.